# Иванов, Михаил Самуилович
Михаил Самуилович Иванов (19 апреля 1945 года, Москва — 31 августа 2013 года, Новосибирск) — советский и российский учёный в области прикладной математики, доктор физико-математических наук, профессор. Лауреат премии имени А. Н. Крылова (2007).

## Биография
В 1968 году окончил механико-математический факультет МГУ.
С 1968 года работал в Институте теоретической и прикладной механики СО АН СССР. Заведующий лабораторией вычислительной аэродинамики (1995—2013). Кандидат (1979), доктор физико-математических наук (1993).
В 2006 году избран членом Российского национального комитета по теоретической и прикладной механике.
В 2010 году избран Associate Fellow Американского института аэронавтики и астронавтики и членом его термофизического комитета.
Входил в состав оргкомитетов Международного симпозиума по динамике разреженного газа и Европейского симпозиума по аэротермодинамике космических аппаратов.
Автор и соавтор более 200 научных работ.
Преподавал в Новосибирском университете, профессор кафедры аэрофизики и газовой динамики физического факультета, и в Новосибирском государственном техническом университете.
Похоронен на Южном (Чербузинском) кладбище (28 уч.).

## Научные интересы
Применение вычислительных методов в задачах динамики разреженного газа, аэродинамики космических аппаратов, исследованиях взаимодействий ударных волн, гиперзвуковых вязких течений. Проведение высокопроизводительных вычислений на параллельных компьютерах.
Первым в стране начал широко применять метод прямого статистического моделирования с использованием распараллеливания вычислений на компьютерах.
Предложил способ организации детонационного режима горения в камере сгорания сверхзвукового прямоточного воздушно-реактивного двигателя.

## Премии и награды
Премия имени А. Н. Крылова (совместно с А. Н. Кудрявцевым, Д. В. Хотяновским, за 2007 год) — за серию работ «Гистерезис перехода между регулярным и маховским отражением стационарных ударных волн»